# Giustizia climatica

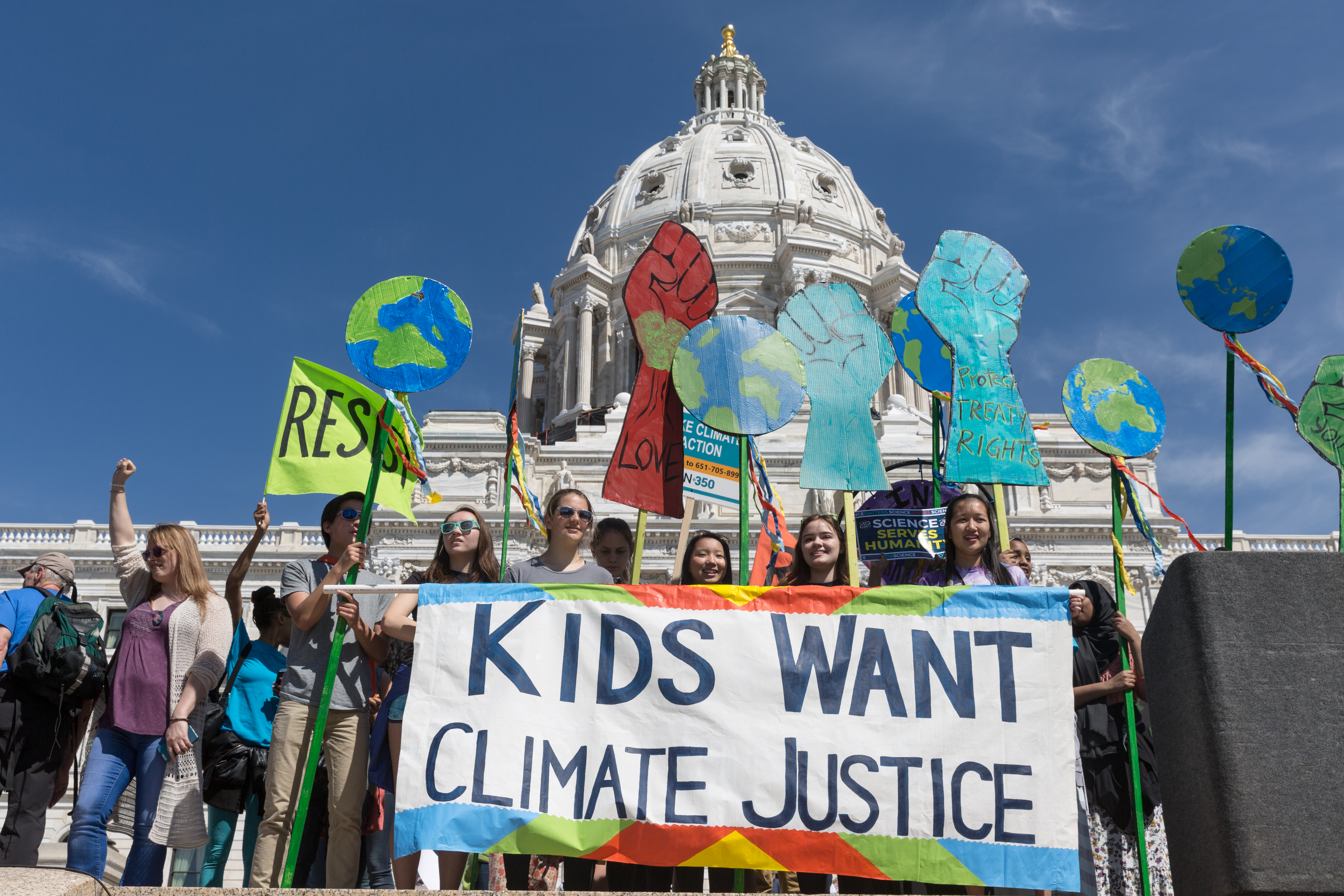
Bambini marciano in nome della giustizia climatica (2017).

La giustizia climatica è un approccio all’azione per il clima che si concentra sugli impatti ineguali dei cambiamenti climatici sulle popolazioni emarginate o altrimenti vulnerabili.  La giustizia climatica vuole raggiungere un’equa distribuzione sia degli oneri dei cambiamenti climatici sia degli sforzi per mitigarli. La giustizia climatica è un tipo di giustizia ambientale e di giustizia sociale, che esamina questioni quali l'uguaglianza, i diritti umani, i diritti collettivi e le responsabilità storiche per il cambiamento climatico.
Questione fondamentale secondo la giustizia climatica è che coloro che subiscono le conseguenze più gravi del cambiamento climatico sono coloro che hanno contribuito in misura minore a crearlo. Occasionalmente, il termine è usato anche per indicare un'azione legale su questioni relative al cambiamento climatico.

## Storia del termine
Nel 2000, in concomitanza con la Sesta Conferenza delle Parti (COP 6), si è svolto a L'Aia il primo vertice sulla giustizia climatica. Questo vertice ha voluto "affermare che il cambiamento climatico è una questione di diritti" e "costruire alleanze tra Stati e confini" contro il cambiamento climatico e a favore dello sviluppo sostenibile.
Successivamente, in agosto e settembre 2002, i gruppi ambientalisti internazionali si sono incontrati a Johannesburg per il Summit mondiale sullo sviluppo sostenibile. In occasione di questo vertice, noto anche come Rio+10, tenutosi dieci anni dopo il Summit della Terra del 1992, sono stati adottati i Principi di Bali in materia di giustizia climatica. In occasione della riunione internazionale tenutasi a Durban nel 2004, è stato costituito il Gruppo di Durban per la giustizia climatica. Qui i rappresentanti delle ONG e dei movimenti popolari hanno discusso le possibili politiche per affrontare il cambiamento climatico.

Alla Conferenza di Bali del 2007, la coalizione globale Climate Justice Now! e, nel 2008, il Forum globale umanitario si è concentrato sulla giustizia climatica in occasione della sua riunione inaugurale a Ginevra.

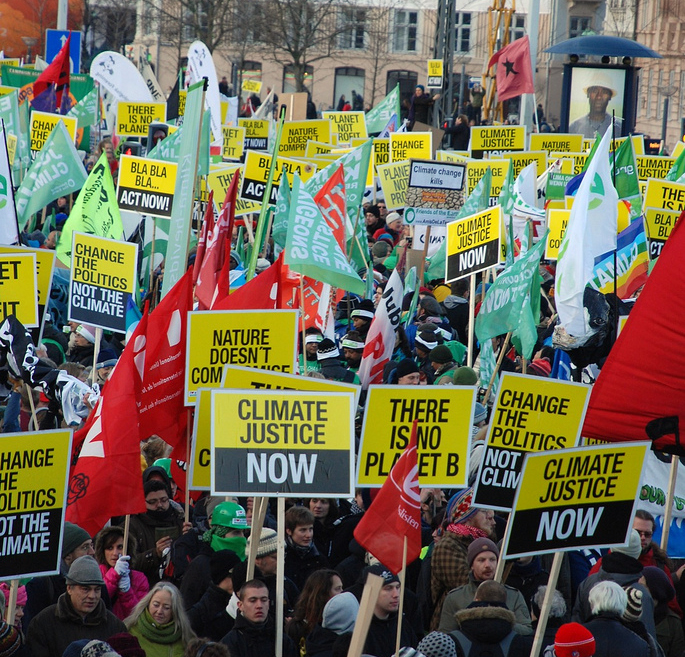
Decine di migliaia di persone marciano a Copenhagen in nome della giustizia climatica (2009).

Nel 2009, in vista del vertice di Copenaghen, è stata istituita la Climate Justice Action. Essa ha proposto la disobbedienza civile e l'azione diretta durante il vertice e molti attivisti per il clima hanno usato lo slogan "cambiamento di sistema non cambiamento climatico" per manifestare.
Nell'aprile 2010 si è svolta a Tiquipaya, in Bolivia, la Conferenza mondiale dei popoli sui cambiamenti climatici e i diritti della madre Terra, un incontro globale della società civile e dei governi. La conferenza ha pubblicato un "accordo popolare" in cui si chiede, tra l'altro, una maggiore giustizia climatica.

## Controversie
Una questione controversa nei dibattiti sulla ingiustizia climatica è la misura in cui il capitalismo è considerato la sua causa principale. Questa domanda porta spesso a disaccordi fondamentali tra, da un lato, i gruppi ambientalisti liberali e conservatori e, dall'altro, le organizzazioni di sinistra e radicali. Mentre i primi tendono spesso ad incolpare gli abusi del neoliberismo per il cambiamento climatico e a sostenere una riforma basata sul libero mercato, i secondi considerano il capitalismo stesso, con i suoi tratti di sfruttamento, la questione causa di fondo.

## Vittime dell'ingiustizia climatica
La capacità delle popolazioni di mitigare le conseguenze negative dei cambiamenti climatici e di adattarvisi, è influenzata da fattori quali il reddito, il gruppo etnico, la classe, il genere e la rappresentanza politica. Poiché le comunità a basso reddito e quelle di colore possiedono poche risorse adattive, sono particolarmente vulnerabili ai cambiamenti climatici. Le persone che vivono in povertà o in condizioni precarie tendono a non avere né le risorse né la copertura assicurativa necessarie per riprendersi dai disastri ambientali. Inoltre, tali popolazioni spesso ricevono una quota disuguale di aiuti in caso di calamità.

### Caso di studio sull'Uragano Katrina
Secondo alcuni studi, l'Uragano Katrina ha fornito informazioni su come i disastri dovuti ai cambiamenti climatici colpiscono in modo diverso persone con diverse caratteristiche, poiché tale evento ha avuto un effetto sproporzionato sui gruppi a basso reddito e sulle minoranze. Gli studi sulle caratteristiche di gruppo etnico e classe dell'uragano Katrina suggeriscono che i più colpiti da tale evento sono stati i più poveri, gli afroamericani, gli ispano-americani, gli anziani, i malati e i senzatetto. Le comunità a basso reddito e nere disponevano, infatti, di scarse risorse e di una mobilità limitata per l'evacuazione prima della tempesta.

## Azioni legali

### Contro gli Stati

#### Paesi Bassi
Nel 2012, l'avvocato olandese Roger Cox suggerì un intervento giudiziario contro il governo per forzare l'azione contro il cambiamento climatico. Nel 2013, la Fondazione Urgenda, con 900 co-presentanti, ha intentato una causa contro il Governo dei Paesi Bassi "per non aver adottato misure sufficienti per ridurre le emissioni di gas serra che causano pericolosi cambiamenti climatici". Nel 2015, la Corte distrettuale dell'Aia ha stabilito che il governo dei Paesi Bassi deve fare di più per ridurre le emissioni di gas serra per proteggere i suoi cittadini dai cambiamenti climatici (causa clima Urgenda). Tale novità è stata descritta come una "sentenza che ha stabilito un precedente" e come la "prima causa al mondo per responsabilità climatica".

#### Altri Paesi
Dopo la storica sentenza dei Paesi Bassi del 2015, gruppi di altri paesi hanno tentato lo stesso approccio giudiziario. Ad esempio, alcuni gruppi si sono rivolti alla giustizia per proteggere le persone dai cambiamenti climatici in Belgio, India, Norvegia, Sudafrica, Svizzera e Stati Uniti.

### Contro le aziende

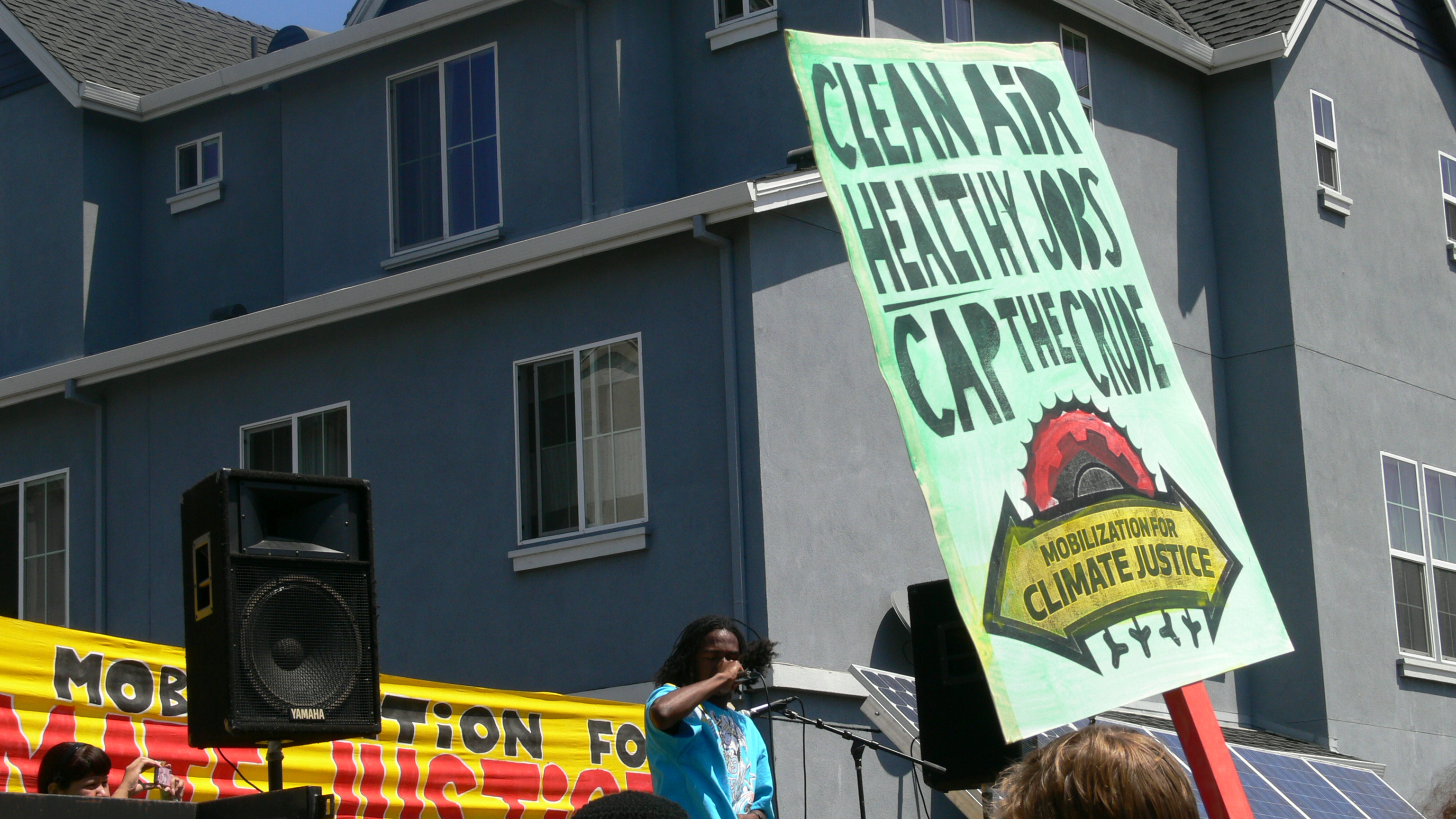
Manifestazione per la giustizia climatica (2009).

Negli Stati Uniti, Friends of the Earth, Greenpeace e le città di Boulder, Arcata e Oakland hanno vinto contro la Export-Import Bank of the United States e l'Overseas Private Investment Corporation (imprese statali del governo degli Stati Uniti), accusate di finanziare progetti relativi ai combustibili fossili e quindi dannosi per il clima, in violazione del National Environmental Policy Act, ossia la legge sulla politica ambientale (caso depositato nel 2002 e risolto nel 2009).
Nel 2016, un organismo governativo delle Filippine (la Commissione per i diritti umani) ha avviato un'indagine ufficiale sui cambiamenti climatici nei confronti di 47 dei maggiori produttori mondiali di emissioni di anidride carbonica.
Nel 2017, San Francisco, Oakland e altre comunità costiere californiane hanno citato in giudizio diverse compagnie di combustibili fossili per l'innalzamento del livello del mare.
Nel 2018, la città di New York ha annunciato che porterà cinque aziende di combustibili fossili (BP, ExxonMobil, Chevron, ConocoPhillips e Shell) dinanzi alla corte federale a causa del loro contributo al cambiamento climatico.